# Бородай Михайло Матвійович
Борода́й Миха́йло Матві́йович (1853, Полтавська губернія — 1929, Іркутськ) — театральний діяч, актор, антрепренер, засновник театральних товариств.

## Життєпис
М. М. Бородай за походженням становий козак Полтавської губернії. З 1870 року працював у Харкові, в театрі М. М. Дюкова актором на вихідних ролях. Створив Товариство драматичних акторів, яке у 1880-і — 1890-і роки вісім сезонів працювало в Харкові, десять сезонів — у Катеринославі, Києві, Полтаві. У 1901—1907 роках утримував антрепризу в Київській опері й одночасно у 1902—1905 роках — товариство «Бородай і К°» в театрі Товариства грамотності у Троїцькому народному будинку. Також трупи, очолювані М. М. Бородаєм виступали в Харкові (1887, 1881—1893, 1907), Саратові (1894, 1897—1899), Казані (1895—1900), Нижньому Новгороді (1896), Одесі (1902), Тбілісі і Катеринодарі (1907—1908), Іркутську (1910—1914).
В театрі Бородая виступали О. П. Мишуга, О. Боронат, Л. В. Собінов, Ф. І. Шаляпін, М. Баттістіні, М. Фігнер; диригенти І. Й. Паліцин, Е. А. Купер, А. Е. Маргулян,В. О. Селявін, режисер і диригент Я. В. Гельрот та інші. Багато оперних співаків починали свій творчий шлях у трупах Бородая. В 1903 році під його керівництвом і за участі всієї його трупи проходило святкування 35-річного ювілею діяльності М. В. Лисенка, влаштоване Оленою Пчілкою, яке стало великою громадською подією. Тут уперше на професійній сцені лунала опера ювіляра «Різдвяна ніч», за пультом стояв автор. Оперна трупа встановила стипендію ім. М. Бородая для учнів київських музичних училищ.
Після 1917 року Бородай працював у Іркутську, де й помер.